# Hubert-Folie
Hubert-Folie foi uma comuna francesa na região administrativa da Normandia, no departamento Calvados. Estendia-se por uma área de 1,92 km². Em 2010 a comuna tinha 352 habitantes (densidade: 183,3 hab./km²).
Em 1 de janeiro de 2019, passou a formar parte da nova comuna de Castine-en-Plaine.